# خافيير هيريروس كوريا
خافيير هيريروس كوريا (بالإسبانية: Javier Herreros Gorría)‏ (18 ديسمبر 1984 في إسبانيا - ) هو لاعب كرة قدم إسباني في مركز الدفاع. لعب مع ريال مورسيا وريال يونيون ونادي ألباسيتي ونادي قرطبة ونادي مليلية ويونيون ديبورتيفا لوغرينييس وCD Izarra ‏ وCD Azkoyen ‏.

## وصلات خارجية
- خافيير هيريروس كوريا على موقع قاعدة بيانات كرة القدم.إي يو (الإنجليزية)
- خافيير هيريروس كوريا على موقع Soccerway.com (الإنجليزية)
- خافيير هيريروس كوريا على موقع AS.com (الإسبانية)